# Бромат никеля(II)
Бромат никеля(II) — неорганическое соединение,
соль никеля и бромноватой кислоты
с формулой Ni(BrO3)2,

растворяется в воде,
образует кристаллогидраты — зелёные кристаллы.

## Получение
- Обменная реакция сульфата никеля и бромата бария:

{\displaystyle {\mathsf {NiSO_{4}+Ba(BrO_{3})_{2}\ {\xrightarrow {}}\ Ni(BrO_{3})_{2}+BaSO_{4}\downarrow }}}

## Физические свойства
Бромат никеля(II) образует кристаллы.
Растворяется в воде.
Образует кристаллогидрат состава Ni(BrO3)2•6H2O — зелёные кристаллы
кубической сингонии,
пространственная группа P a3,
параметры ячейки a = 1,02987 нм, Z = 4
.
С аммиаком образует аддукты вида Ni(BrO3)2•2NH3.